# Aiolos

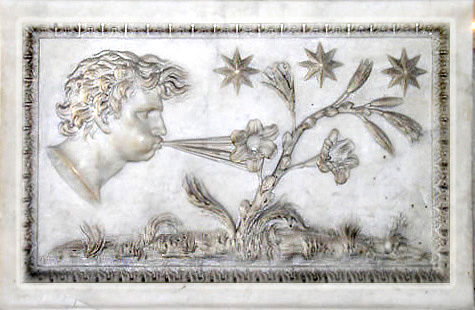
Aiolos.

Aiolos hette tre olika gestalter i grekisk mytologi (de förväxlas ofta med varandra):

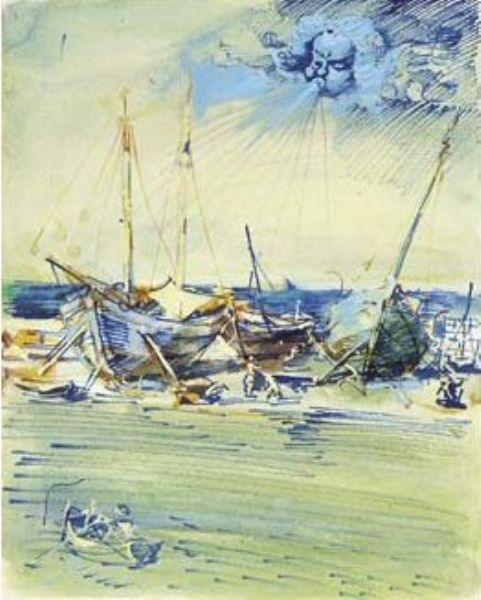
Aeolus av Aleksandr Jakovlev visar Aeolus som vinden förkroppsligad.

- Aiolos (I) var son till Hellen, det grekiska folkets mytiske stamfader. Från denne Aiolos härstammade enligt myten den folkstam som kallades aioler eller eoler.

- Aiolos (II) var son till Poseidon och Arne, oäkta dotter till Aiolos (I) och en kvinna vid namn Melanippe. Efter honom uppkallades de Eoliska öarna utanför Sicilien.

- Aiolos (III) förväxlas ofta med Aiolos (II). Han var son till Mimas, en son till Aiolos (I), som gifte sig med sin fars förra älskarinna Melanippe, Arnes mor, och med henne fick sonen Aiolos (III). Enligt Odysséen bodde denne Aiolos på ön Aeolia och var härskare över vindarna[1], som han höll fångna och släppte lösa efter eget godtycke. Han har därför ofta förväxlats med Astraios, Eos make och de fyra vindarnas fader, och för eftervärlden har Aiolos framstått som vindarnas gud i antik mytologi. På latin kallas han Aeolus. Eolus eller Eol är äldre svensk namnform för vindguden.